# Hans Jørgen Hammer

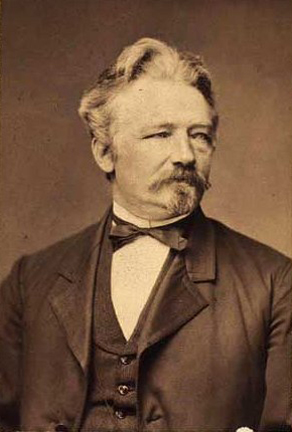
Hans Jørgen Hammer.

Hans Jørgen Hammer, född den 29 december 1815 i Köpenhamn, död den 28 januari 1882 i Rom, var en dansk målare. Han var bror till William Hammer.
Hammer studerade vid konstakademien i många år. Kriget 1848 avbröt hans studier; han kvarstod sedan i hären till 1860, då han erhöll avsked med kaptens rang. I sina första tavlor anslöt Hammer sig till Eckersbergska skolan, men ådagalade dock självständig och klar uppfattning av området för sin talang. Han var en poetisk natur, men hade rätt svårt att få uttryck för sina känslor. Av hans tavlor kan nämnas Torget i Ariccia efter solnedgången, Utsikt över Rom, Marknad i Fredericia (alla i Konstmuseet i Köpenhamn), vidare Den lilla axplockerskan hos sin farmor (1866), med figurer i kroppsstorlek, Baggesen på besök hos greve Schimmelmann (1872) och slutligen den ofullbordade Niels Ebbesen hos greve Gert (1881). Hammer blev 1874 medlem av konstakademien i Köpenhamn.